# Irma hurrikán (2017)

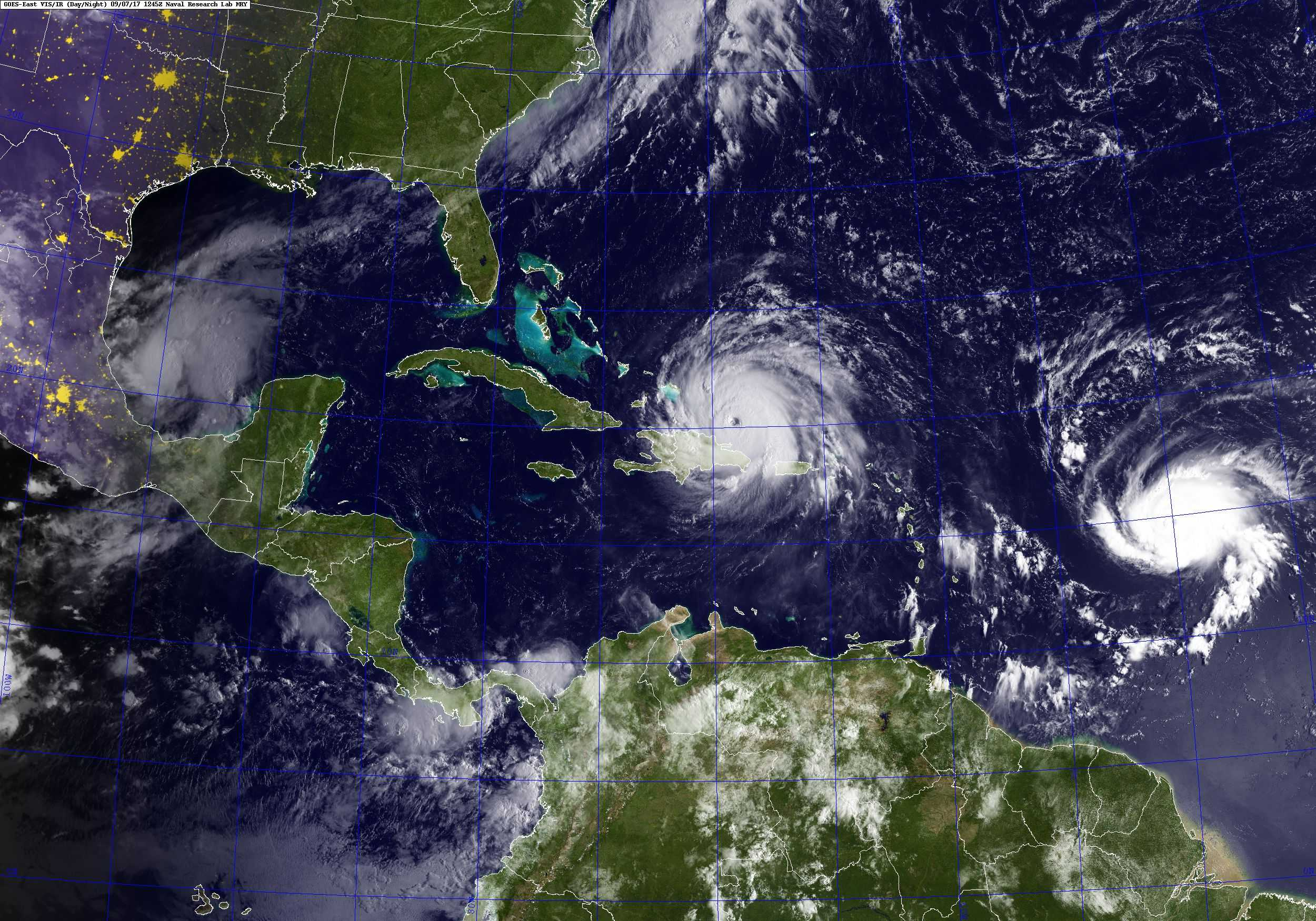
Műholdfelvétel a hurrikánról 2017. szeptember 7-én, amint Hispaniolától északra halad el. Az Irmától kelet-délkeletre a José hurrikán látható

Az Irma hurrikán ötös erősségű trópusi ciklon volt 2017 szeptemberében a Szélcsendes-szigetek, a Nagy-Antillák és a Turks- és Caicos-szigetek térségében, valamint az Egyesült Államok délkeleti részén, elsősorban Floridában. Közel 300 km/h-s maximális szélsebességével az Irma volt a második legintenzívebb atlanti-óceáni hurrikán; egyedül az 1980-as Allen hurrikán haladta meg erősségben. A pusztító vihar nyomán súlyos károk keletkeztek.

## Meteorológiai lefolyás

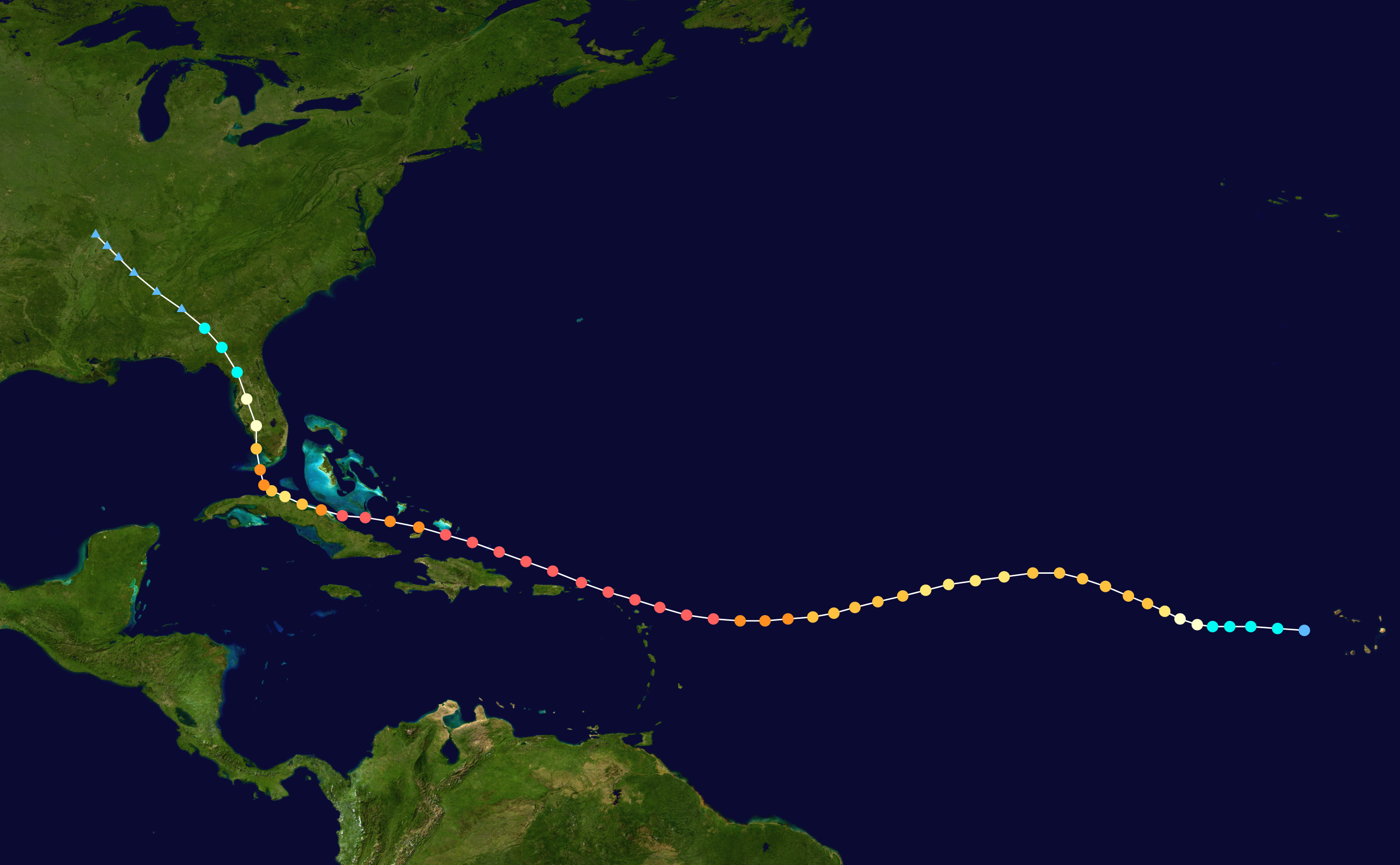
Az Irma pályája

A hurrikánképződést nyomon követő meteorológusok 2017. augusztus 30-án észlelték, hogy az Atlanti-óceán keleti része feletti alacsony légnyomású légköri képződményben a szélsebesség meghaladta a trópusi vihar fokozat alsó határát jelentő 63 km/h-t. A keletkezett trópusi vihar az „Irma” nevet kapta. A ciklon ezen a ponton a Zöld-foki-szigetektől 675 kilométerre nyugatra volt, és 20 km/h sebességgel nyugat felé tartott. Ezen a ponton a maximális szélsebesség 85 km/h, a minimális mért légnyomás 1004 mbar volt.
Másnap a vihar drámaian felerősödött, és augusztus 31-én estére a trópusi ciklon 3-as fokozatú hurrikánná fejlődött. A szélsebesség 185 km/h, a minimális légnyomás 967 mbar volt. A hurrikán centruma ekkorra a Zöld-foki-szigetektől 1250 km-re nyugatra volt, és 19 km/h sebességgel nyugatnak tartott.
A következő napokban a vihar tovább folytatta útját nyugat felé. Szeptember 5-én hajnalban az amerikai légierő hurrikánkövető repülőgépe észlelte, hogy a hurrikán 5-ös fokozatúvá erősödött: a szem körül a szélsebesség elérte a 280 km/h-t, a minimális légnyomás pedig 929 millibarra esett. A centrum ekkor Antiguától 440 km-re keletre volt.
A hurrikán először szeptember 6-án, a hajnali órákban ért el szárazföldet Barbudánál, 295 km/h-s széllel és 914 millibáros centrális nyomással. A nap folyamán a vihar szeme 25 km/h körüli sebességgel tovább haladt nyugat-északnyugat felé, Puerto Ricotól északra. A vihar ekkor volt a legerősebb, 300 km/h körüli egyperces állandó szelekkel és néha 350 km/h-s széllökésekkel tombolt, de mire megközelítette Puerto Ricót, kissé vesztett az erejéből. Másnap a vihar hasonló intenzitással folytatódott, és változatlan irányban és sebességgel Hispaniolától északra haladt el, majd az esti órákban a Turks- és Caicos-szigeteken pusztított.
A vihar szele visszaesett 250 km/h-ra a Bahama-szigetek elérése előtt, így átmenetileg négyes fokozatú hurrikánná „gyengült”, de a Bahamák felé közeledve az egyre sekélyebb és melegebb víz hatására visszaerősödött az ötös kategóriába 250 km/h feletti szelekkel.
Szeptember 8-án a hurrikán szeme elhaladt Kuba északi partja és a Bahama-szigetek között. A hurrikán a reggeli órákban négyes fokozatúvá gyengült, de még így is 240 km/h sebességű szelet mértek a centrum körül. A szem 110 kilométer sugarú körzetében hurrikán erősségű szél tombolt; a trópusi vihar erősségű szél zónája további 185 kilométerre terjedt ki.
Szeptember 9-én Irma a Bahamák, Florida és Kuba közt tartózkodott, ahol a vizet a parttal ellentétes irányba sodorta vissza, ezzel teljes öblöket és partszakaszokat megsemmisítve a Bahamákon. A talaj teljesen kiszáradt és sok időbe telt, mire a vízszint visszaállt a normális helyére. A 4-es kategóriájú hurrikán ekkor több, mint 230 km/h-s szeleket produkált. Az Irma nyugat fele haladt tovább, és amint elérte Kuba északnyugati szárazföldjét, hármas erősségűvé gyengült le.
Szeptember 9-én este a hurrikán északnyugatra, majd hirtelen északra fordult, ezzel Florida felé véve az irányt.
Miután az Irma szeme ismét a nyílt tenger fölé került, átmenetileg megcsípte a 4-es kategória alsó határát jelentő szelet, és helyi idő szerint 2017. szeptember 10-én 13:00-kor elérte a Florida Keys szigetcsoportot, ahová 215–220 km/h-s állandó szelekkel érkezett. A szél jelentős károkat okozott a szigetgyűrűn.
Nem sokkal később a hurrikán centruma elérte a népszerű üdülőváros, Miami partjait, ahol még mindig 214–216 km/h-s szelet vetett, és még éppenhogy négyes erősségű volt. Amint elérte a várost, hármas fokozatúvá csökkent ereje, de így is jelentős károkat okozott a szél, és áradásokat a lezúduló csapadék, illetve a szél által besodort tengervíz. A hurrikán érkezése előtt Miami népszerű, napsütötte tengerpartja egy pillanat alatt kihalt.
Irma szeptember 11-én folytatta is tovább útját Florida nyugati partvidékén, és hajnalban 3-as erősségű ciklonként el is érte Naples városát, ahol még úgy is 200 km/h körüli széllel tombolt, és jelentős csapadékkal okozott árvizeket.
Irma távozása után sokáig egy szellemvároshoz hasonlított Naples: megtépázott pálmák, megrongálódott tetőszerkezet, autókra dőlt fák, vizes utak, kilazult közlekedési táblák és oszlopok, fadeszkákkal beszögezett éttermek ablakai, graffitikkel. Igazi apokaliptikus helyzet állt elő.
Az Irma Naplesből való távozása után tovább haladt északnyugat-Florida felé, immár csak kettes szintű hurrikánként, de a tartós szárazföldi tartózkodása miatt hamar lezuhant erőssége az 1-es kategóriába, 130 km/h erősségű állandó átlagszelekkel.
Így érte el a vihar Tampa városát, ahol nem is annyira a szél, hanem annál inkább az esőzés okozott gondokat, mivel majdnem az éves csapadékmennyiség zúdult le.
Amint Irma elérte Florida északnyugati csücskét, már csak trópusi vihar volt a vihar kategóriája, és már csak 100 km/h-s széllökésekkel lépett tovább Floridából.
Irma szeptember 12-én trópusi viharként elérte az USA délkeleti részét, főként Georgiát és Alabamát áztatta, ezeken a területeken is többletcsapadékot okozva.
Irma szele jelentőset csökkent. Mindössze 80 km/h volt az állandó szele.
Irma ezek után északnyugati irányba haladt USA középső területei felé.
Szeptember 12-én este visszafokozták poszttrópusi ciklonná, 65 km/h-s széllel.
Szeptember 13-án Missouri állam felett kavargott a gyengülő és széteső ciklon, ami azóta már csak trópusi depresszió lett, mivel már csak 55 km/h volt a szele. A csapadékhajlam is csökkent, de még így is a kelleténél több eső hullott.
Irma szeptember 13-án késő este Iowa állam környékén végleg feloszlott, szele 40 km/h alá zuhant, csapadékzónája pedig észak-északkelet felé haladt Kanadába, de a csapadékmennyiség jelentőset csökkent.
Ezzel az Irma több rekordot is döntött, többek között ez volt az egyik legintenzívebb atlanti hurrikán, és összesen 84 órán át tudott 5-ös kategóriában maradni gyengülés nélkül, ezzel ez volt az a hurrikán, ami a legtovább maradt a legmagasabb fokozaton erősségben az egész világon.
Az Irma hurrikánban azonban csak 914 mbar-ig süllyedt a nyomás (a vártnál alacsonyabbra számítottak). Ezzel rekordot közel sem döntve, amit a Wilma hurrikán (2005) tart továbbra is, 882 mbar-os legalacsonyabb centrális nyomásával

## Károk és áldozatok

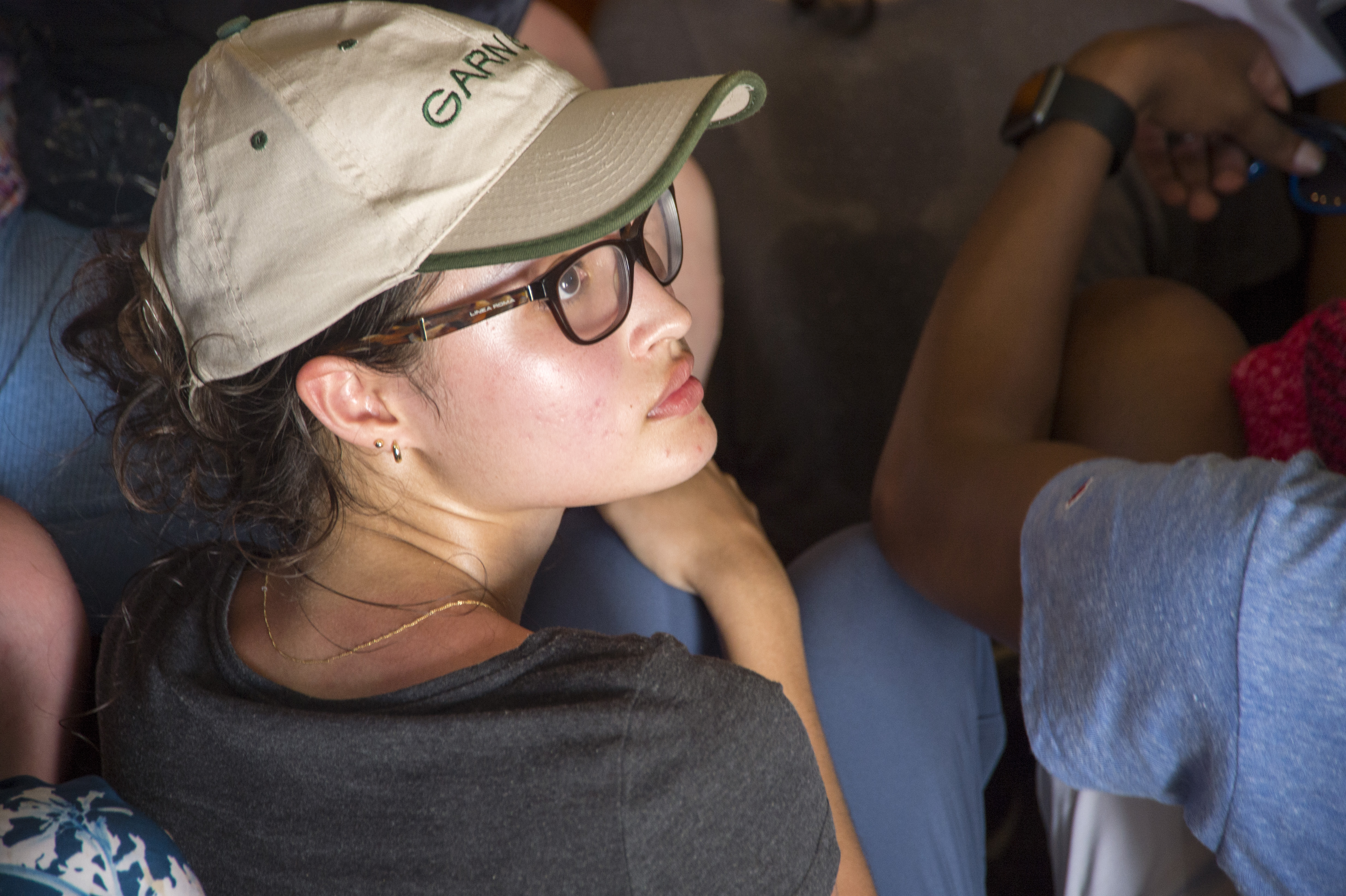
Evakuálás

### Kuba
Kubában 10 halálos áldozatot követelt a hurrikán. A sziget északi partján Camagüey tartománytól Havannáig a viharos szél által felkorbácsolt tenger elöntötte a partvidéket. A fővárosban helyenként még a tengerparttól ötszáz méterre is víz alá kerültek az utcák. A mezőgazdaságot is jelentős kár érte: mintegy háromszázezer hektárnyi cukornádültetvény károsodott és négyezer tonna cukrot tönkretett a víz. Nyolcvanhatezer telefonvonal vált működésképtelenné.

#### Florida
Floridában mintegy 13 millió ember (a lakosság több mint fele) maradt áram nélkül.

#### Antigua és Barbuda
Barbuda szigetén annyira súlyos károk keletkeztek, hogy egy kis időre az egész sziget lakosságát (nagyjából 1800 embert) evakuálták a közeli Antigua szigetére. A két szigeten minden házban jelentős károkat okozott a hurrikán, az erős szél szinte a földdel tette egyenlővé a szigeteket.

### Károk
Irma összesen több, mint 64 milliárd dollár kárt okozott.